# Didier Quain
Didier Quain est un footballeur et entraîneur belge né le 15 décembre 1960 à Tournai.

## Biographie
Né le 15 décembre 1960 à Tournai, Didier commence le football à l'âge de 11 ans à l'Union Tournaisienne. Alors qu'il joue un match avec l'équipe juniors de l'Union Tournai, il éclabousse de toute sa classe et est recruté par le club de Courtrai (KV Kortrijk)qui évolue en première division belge.
Didier devient rapidement incontournable dans l'effectif courtraisien et dispute les 34 matches du championnat en tant que titulaire en défense centrale à l'âge de 18 ans.
L'année suivante, il remporte son premier trophée individuel en étant élu "Sportif de la ville de Courtrai (1981)".
Après 4 ans passés à Courtrai,après avoir été longuement en négociations avec le R. Standard de Liège et le FC Bruges, Didier Quain décide de donner un nouvel élan à sa carrière et rejoint le très populaire club du RFC Liégeois alors dirigé sous la houlette de Robert Wasseige.
A Liège, Didier devient très vite populaire et sera très vite surnommé le "Barbu de Rocourt". C'est notamment à Liège que Didier connaîtra sa première et unique sélection avec l'équipe nationale belge lors d'un match amical aux Pays-Bas.
Avec le RFC Liégeois, Didier Quain jouera ses premiers matches en Coupe d'Europe avec des confrontations mythiques contre Benfica, Juventus, Werder Brême, etc.
Didier a également été vice-champion de Belgique (1988), finaliste de la Coupe de Belgique (1987) et vainqueur de la Coupe de Belgique en 1990 contre le Germinal Ekeren (victoire 2-1).
Didier finira ensuite sa carrière en tant que footballer professionnel au RFC Seraing.
Après avoir obtenu son diplôme d’entraîneur UEFA A, Didier commence sa carrière d'entraîneur au RCS Visé en tant que joueur-entraîneur.
Didier fera encore une pige en tant que footballeur amateur au RFC Hannutois en 1998 avant d'y devenir entraîneur également.
Depuis 2005, Didier Quain est prospecteur national pour l'URBSFA.

## Palmarès
- Vice-champion de Belgique en 1986
- Vainqueur de la Coupe de Belgique en 1990
- Finaliste de la Coupe de Belgique en 1987